# Komet Shoemaker-Levy 7
 ali 
Komet Shoemaker-Levy 7 (uradna oznaka je 138P/Shoemaker-Levy 7) je periodični komet z obhodno dobo okoli 6,9 let. 
Komet pripada Jupitrovi družini kometov .

## Odkritje[4]
Komet so odkrili ameriška astronoma Carolyn Jean Spellmann Shoemaker in Eugene Merle Shoemaker  ter kanadski astronom David H. Levy na fotografski plošči, ki je bila posneta 13. novembra 1991 na Observatoriju Palomar v Kaliforniji, ZDA. 
Kometa ne zamenjujmo z znanim kometom Komet Shoemaker-Levy 9 (D/1993 F2), ki je znan po tem, da je padel na Jupiter v letu 1994.